# Sjöminister
Sjöminister, sjökrigsminister eller marinminister kallades normalt den minister i en regering som ansvarar för sjöstridskrafterna (flottan) och ibland även handelsflottan. Den minister som ansvarade för armén kallades normalt krigsminister och om dessa två ämbeten är sammanslagna är titeln vanligen försvarsminister. 

## I olika länder
- I Danmark fanns en marinminister (danska: marineminister) under åren 1848 till 1905.
- Storbritanniens motsvarighet benämndes förste amiralitetslord (engelska: First Lord of the Admiralty) och befattningen avskaffades 1964 med inrättandet av försvarsministerposten (engelska: Secretary of State for Defence).
- I Sverige fanns en sjöminister från 1840 till 1920 som formellt benämndes statsråd och chef för Sjöförsvarsdepartementet.
- I USA är motsvarigheten USA:s marinminister (engelska: Secretary of the Navy) som fram till 1949 ingick i presidentens kabinett och nationella säkerhetsrådet, och som därefter varit underställd USA:s försvarsminister.